# Genisteína
La genisteína es un fitoestrógeno que pertenece a la categoría de las isoflavonas. La genisteína fue aislada por primera vez en 1899 a partir de Genista tinctoria ; por lo tanto, el nombre químico deriva del nombre genérico. El compuesto núcleo se estableció en 1926, cuando se encontró que era idéntica a prunetol. Fue sintetizado químicamente en 1928

## Presencia natural
Las isoflavonas como la genisteína y la daidzeína se encuentran en una serie de plantas que incluye los lupinos, habas, soja, kudzu, y psoralea siendo fuente de alimento primario, también en las plantas medicinales, Flemingia vestita y F. macrophylla, y el café. También se puede encontrar en cultivos celulares de Maackia amurensis.